# Vidua wilsoni
Il combassù o combassou di Wilson o vedova di Wilson, anche noto come combassù alichiare o vedova alichiare (Vidua wilsoni (Hartert, 1901)), è un uccello passeriforme della famiglia Viduidae.

## Etimologia
Il nome scientifico della specie, wilsoni, venne scelto in omaggio a Gordon Wilson: il suo nome comune altro non è che la traduzione di quello scientifico.

## Descrizione

### Dimensioni
Misura 10 cm di lunghezza, per 11-14 g di peso.

### Aspetto
Si tratta di un uccello dall'aspetto slanciato, munito di testa arrotondata, becco forte e conico, ali appuntite e coda dalla punta squadrata: nel complesso, il combassù di Wilson è molto simile al combassù del Senegal.
La specie presenta dicromatismo sessuale, evidente soprattutto durante il periodo degli amori: i maschi sono di colore nero lucido su tutto il corpo, con riflessi metallici purpurei su nuca, dorso e area ventrale, mentre le remiganti sono di colore bruno scuro.

Le femmine, invece, presentano piumaggio tendente al bruno dorsalmente (con ali e coda più scure) e al grigio-biancastro ventralmente, con testa più chiara e munita di fronte, vertice, nuca e di una banda che va dalla tempia al lato del collo di colore bruno scuro.

In ambedue i sessi il becco è di colore bianco-grigiastro, gli occhi sono di color bruno scuro e le zampe sono carnicino-aranciate.

## Biologia
La specie presenta abitudini di vita essenzialmente diurne, vivendo all'infuori del periodo degli amori in stormi misti con varie specie di estrildidi e ploceidi, passando la maggior parte della giornata alla ricerca di acqua e cibo, salvo poi all'imbrunire cercare riparo in posatoi ben nascosti fra il fogliame per passare la notte.

### Alimentazione
La dieta di questi uccelli è principalmente granivora, componendosi perlopiù di semi di piante erbacee (soprattutto di fonio) rinvenuti in genere al suolo, ma comprendente anche altri alimenti sia di origine vegetale (piccole bacche e frutti, germogli e foglioline tenere) che animale (insetti ed altri piccoli invertebrati).

### Riproduzione
La stagione riproduttiva coincide con la fase finale della stagione delle piogge e con quella delle specie bersaglio, estendendosi da luglio a settembre nella porzione occidentale dell'areale occupato dalla specie e da ottobre a gennaio in quella orientale: questi combassù mostrano parassitismo di cova nei confronti dell'amaranto picchiettato.
I maschi corteggiano le femmine cantando da posatoi in evidenza ed esibendosi in parate anche elaborate, che comprendono richiami squittenti ed arruffamento delle penne: dopo l'accoppiamento esse depongono di nascosto all'interno dei nidi delle specie parassitate 2-4 uova, per poi allontanarsi.

I pulli schiudono a circa due settimane dalla deposizione: alla nascita essi sono ciechi ed implumi, e presentano caruncole ai lati della bocca e disegno golare identici a quelli della specie parassitata, risultando quindi da essi indistinguibili. I pulli coabitano coi loro fratellastri, seguendo il loro ciclo di crescita (involo a tre settimane dalla schiusa, indipendenza a un mese e mezzo di vita) e spesso condividendo con la propria famiglia adottiva anche lo stormo di appartenenza.

## Distribuzione e habitat
L'areale del combassù di Wilson è costituito da una fascia di territorio immediatamente a sud del Sahel che va dal Senegal meridionale all'area di confine fra Sudan del Sud meridionale e Congo nord-orientale, passando attraverso Guinea-Bissau, Guinea, Mali meridionale area di confine fra Burkina faso, Costa d'Avorio e Ghana, Benin, Togo, Nigeria centrale e meridionale, Camerun centro-settentrionale, sud del Ciad e Repubblica Centrafricana, con osservazioni anche nelle estremità occidentali dell'Etiopia.
L'habitat di questi uccelli è rappresentato dalle aree prative ed erbose con presenza di zone cespugliose o arboree, oltre alle coltivazioni ed alle aree di foresta a galleria.

## Tassonomia
Come anche altre specie congeneri (V. nigeriae, V. larvaticola, V. camerunensis), la vedova di Wilson è stata a lungo considerata una sottospecie del combassù del Senegal prima e della vedova fosca poi, pur differendo dalle precedenti per dimensioni, tonalità del piumaggio, richiami e specie bersaglio, fattori che ne hanno determinata la segregazione e l'elevazione al rango di specie a sé stante. La popolazione nigeriana di combassù classificata da alcuni come Vidua lorenzi viene generalmente ritenuta un sinonimo di questa specie.